# Chlorophorus dodsi
Chlorophorus dodsi là một loài bọ cánh cứng trong họ Cerambycidae.